# 松澤海斗
松澤 海斗（まつざわ かいと、2001年2月5日 - ）は、静岡県富士市出身のサッカー選手。 ジュピラー・プロ・リーグ・シント＝トロイデンVV所属。 ポジションはミッドフィールダー(MF)。

## 経歴
2023年3月31日に名古屋経済大学からV・ファーレン長崎に加入した。
2023年7月22日のJ2・モンテディオ山形戦にJリーグ初出場。翌週29日のロアッソ熊本戦でJリーグ初得点。
2025年6月21日、海外クラブへの移籍を前提とした準備のため長崎を離脱することが発表。6月28日、ベルギーのシント＝トロイデンVVへ完全移籍することが発表された。

## 私生活
2025年6月29日、シント＝トロイデンVV移籍発表の翌日に入籍を発表。V・ファーレン長崎のチームメイトである名倉巧と照山颯人が証人になったことを併せて報告した。

## 所属クラブ
- ロプタ富士
- FC Fuji
- 富士市立高校
- 名古屋経済大学
- 2023年3月 - 2025年6月  V・ファーレン長崎
- 2025年7月 -  シント＝トロイデンVV

## 個人成績
| 国内大会個人成績 | 国内大会個人成績   | 国内大会個人成績 | 国内大会個人成績 | 国内大会個人成績 | 国内大会個人成績 | 国内大会個人成績 | 国内大会個人成績 | 国内大会個人成績 | 国内大会個人成績 | 国内大会個人成績 | 国内大会個人成績 |
| 年度             | クラブ             | 背番号           | リーグ           | リーグ戦         | リーグ戦         | リーグ杯         | リーグ杯         | オープン杯       | オープン杯       | 期間通算         | 期間通算         |
| 年度             | クラブ             | 背番号           | リーグ           | 出場             | 得点             | 出場             | 得点             | 出場             | 得点             | 出場             | 得点             |
| 日本             | 日本               | 日本             | 日本             | リーグ戦         | リーグ戦         | リーグ杯         | リーグ杯         | 天皇杯           | 天皇杯           | 期間通算         | 期間通算         |
| ---------------- | ------------------ | ---------------- | ---------------- | ---------------- | ---------------- | ---------------- | ---------------- | ---------------- | ---------------- | ---------------- | ---------------- |
| 2023             | 長崎               | 38               | J2               | 16               | 2                | -                | -                | 0                | 0                | 16               | 2                |
| 2024             | 長崎               | 38               | J2               | 34               | 2                | 5                | 0                | 3                | 1                | 42               | 3                |
| 2025             | 長崎               | 38               | J2               | 13               | 0                | 0                | 0                | 1                | 0                | 14               | 0                |
| ベルギー         | ベルギー           | ベルギー         | ベルギー         | リーグ戦         | リーグ戦         | リーグ杯         | リーグ杯         | ベルギー杯       | ベルギー杯       | 期間通算         | 期間通算         |
| 2025-26          | シント＝トロイデン | 38               | ジュピラー       |                  |                  | -                | -                |                  |                  |                  |                  |
| 通算             | 日本               | 日本             | J2               | 63               | 4                | 5                | 0                | 4                | 1                | 72               | 5                |
| 通算             | ベルギー           | ベルギー         | ジュピラー       | -                | -                | -                | -                | -                | -                | -                | -                |
| 総通算           | 総通算             | 総通算           | 総通算           | 63               | 4                | 5                | 0                | 4                | 1                | 72               | 5                |

その他の公式戦
- 2024年
  - J1昇格プレーオフ 1試合0得点

出場歴
- Jリーグ初出場：2023年7月22日 J2第27節 モンテディオ山形戦（NDソフトスタジアム山形）
- Jリーグ初得点：2023年7月29日 J2第28節 ロアッソ熊本戦（トランスコスモススタジアム長崎）